# Dolittle (film)
Dolittle (cunoscut și ca The Voyage of Doctor Dolittle) este un film de comedie fantastic de aventură regizat de Stephen Gaghan după un scenariu de Gaghan, Dan Gregor și Doug Mand. În rolurile principale au interpretat actorii Robert Downey Jr., Antonio Banderas și Michael Sheen.
A fost produs de studiourile R/K Films, Team Downey Productions și  Perfect World Pictures și a avut premiera la 17 ianuarie 2020, fiind distribuit de Universal Pictures. Coloana sonoră a fost compusă de Danny Elfman.
Cheltuielile de producție s-au ridicat la 175 milioane $.

## Distribuție
Au interpretat actorii:

Robert Downey
Antonio Banderas
Michael Sheen
Jim Broadbent
Tom Holland
Selena Gomez
John Cena
Kumail Nanjiani
Rami Malek
Carmen Ejogo[*]
Craig Robinson
Marion Cotillard
Ralph Fiennes
Octavia Spencer
Emma Thompson  .